# 아즈라엘
《아즈라엘》(영어: Azrael)은 2024년 개봉한 미국, 에스토니아의 액션 공포 영화이다.

## 줄거리
휴거 이후 지구에 남겨진 인간들은 인간형 괴물 번드 원스(Burned Ones)의 먹잇감이 되었다. 애즈리얼과 연인 키넌은 말을 죄로 여겨 수술로 성대를 제거하는 숲 속 컬트 공동체에서 쫓겨난 후 컬트 지도부와 번드 원스에게 동시에 쫓긴다. 

## 출연
- 서마라 위빙 - 애즈리얼 역
- 비크 카르멘 소네 - 미리엄 역
- 네이선 스튜어트재럿 - 키넌 역
- 카타리나 운트 - 조지핀 역
- 에로 밀로노프 - 루서 역
- 세바스티안 불 사르닝 - 아이작 역